# Magie énochienne
 (décembre 2012).
 (décembre 2012).
 (décembre 2016).
Améliorez-le ou discutez des points à vérifier. 
Le système magique connu sous les noms de magie énochienne ou magie Angélique résulte des travaux du docteur John Dee (1527-1608) et de son medium Edward Kelley (1555-1595). Outre le contexte kabbalistique classique de la magie occidentale, il s'appuie sur une langue originale : l'énochien, ou langue des anges.

## Origine

### John Dee
John Dee est une des plus importantes figures de son époque, connu pour ses travaux en mathématiques (il a occupé un temps un poste à la Sorbonne où il donnait des cours sur Euclide et sur la géométrie), en cartographie, astronomie, astrologie (il fut l’astrologue de la reine Élisabeth après qu’elle lui a demandé de déterminer le jour le plus favorable pour son couronnement, et il lui donna également des cours d’astrologie), cryptographie, etc.

Les biographes (anglo-saxons) de John Dee mettent en lumière qu'il aurait conseillé à la reine Élisabeth Ire d'investir sur la marine, partant de l'hypothèse qu'elle serait l'avenir stratégique de l'Angleterre.
Sa bibliothèque, qui fut incendiée peu avant sa mort, était l’une des plus riches d’Angleterre, et de nombreux savants venaient la visiter. Dee était par-dessus tout fasciné par les mystères et les sciences occultes, en particulier par la légende d’Hénoch qui fut enlevé au Ciel et eut la grâce de voir la Divinité en face et d’obtenir toute sagesse et connaissance, légende qui fut à l’origine de l’apocryphe Livre d'Hénoch racontant comment les Anges descendus parmi les hommes leur ont enseigné les secrets de la Magie. Selon ce mythe, Hénoch aurait ultérieurement été transfiguré pour devenir Metatron.

De cette légende dérive le nom de « magie énochienne » (acception anglosaxonne) ou « magie hénokéenne » (acception francophone), que Dee appelait simplement Magie Angélique.

### Edward Kelley
Edward Kelley (nommé parfois Edward Talbot) est un mystérieux personnage qui jouit d’une réputation sulfureuse. Il est décrit comme un nécromancien, auteur de quelques traités d’alchimie, et aussi comme un voleur (ce qui lui aurait valu, d’après la légende, de se faire couper les oreilles). Il frappe à la porte de Dee en 1581 avec un mystérieux livre sur la transmutation des métaux en or (le mystérieux Livre de St Dunstan), et avec un échantillon de poudre rouge qu’il prétend être de la poudre de projection. Ses qualités exceptionnelles de médium ont tôt fait de convaincre Dee d’utiliser ses services.
À cette époque, Dee avait déjà commencé ses expériences de clairvoyance au moyen d’un cristal, procédé très répandu à l’époque et qu’on retrouve dans de nombreux traités de magie et grimoires de sorcellerie. Tout seul dans un premier temps mais avec peu de succès (il avoue lui-même être un piètre médium), puis en faisant appel à des médiums, le dernier avant Kelley étant Barnabas Saul.

### La collaboration
C’est le début d’une collaboration qui durera jusqu’à 1589, date à laquelle les deux hommes se séparent, Kelley restant à Prague à la cour de l’Empereur Rodolphe II et où il meurt en essayant de s’échapper de la prison dans laquelle il était enfermé pour n’avoir pu réaliser la transmutation des métaux en or, Dee retournant à Mortlake en Angleterre après un périple à travers toute l’Europe. Il tente d’initier son fils Arthur Dee à la voyance, mais celui-ci n’égalera jamais Kelley. Accusé de sorcellerie, il trouve refuge auprès du roi Jacques Ier, et meurt dans une extrême pauvreté en 1608 à l’âge de 81 ans.
La méthode par laquelle ce système a été « révélé » est extrêmement simple : Dee s’asseyait à sa table de pratique, aux côtés d’Edward Kelley, et notait toutes ses conversations avec les esprits dans ses journaux, pendant que Kelley décrivait tout ce qu’il voyait, entendait et ressentait. Une partie de ces journaux nous est parvenue et est à la base de la Magie Enochienne telle qu’on la connaît actuellement. Parmi ceux-ci, ceux publiés par Méric Casaubon en 1659 dans le célèbre « A true and faithful relation of what passed for many years between John Dee (A Mathematician of great fame in Queen Elizabeth and king James their Reignes) and Some Spirits » (Un récit véritable et fidèle de ce qui s’est passé pendant des années entre John Dee (un mathématicien de grande renommée sous le règne de la Reine Elizabeth et du Roi James) et certains Esprits) ont servi de base pour le système magique développé par l’Ordre Hermétique de la Golden Dawn.
La première partie (1581-1583) est moins connue mais pourtant indissociable de la seconde. Elle est restée manuscrite jusqu’à récemment, et des copies sont désormais disponibles sur le web, ou dans le Livre de Joseph Peterson John Dee’s Five Books of Mystery.

## Éléments
La Magie énochienne est difficilement comparable aux divers courants magiques existants à l’époque de Dee ou actuels. Elle se fonde sur des Talismans complexes et des Tables de caractères d’où sont tirés une multitude de noms d’esprits.
Les premiers manuscrits de Dee décrivent le matériel nécessaire à la pratique : une table de pratique sur laquelle est posé un pentacle en cire (le sigillum Dei Aemeth) ainsi que des répliques miniatures de ce pentacle sous les pieds de la table; le Sigillum Dei Aemeth supporte la pierre de voyance ; viennent ensuite un jeu de draperies en tissus nobles recouvrant ces artefacts, destinées à canaliser la force émanée du Sigillum. les diverses figures ornant cette table, ainsi qu'un anneau en or, réputé être l'Anneau de Salomon, devaient être portés lors de toutes les invocations. À noter que l'Anneau est fort différent de celui décrit par la tradition hébraïque : le « nom secret de Dieu » en hébreu est « HUHI », tandis qu'en énochien c'est « PELE », dont les lettres sont entrelacées avec un motif grossièrement cruciforme.

### Les tablettes
Les manuscrits de Dee comportent également plusieurs tables de caractères, on peut citer :

#### Symbolisme du Quatre
- la "Table de Nalvage" (nommée d’après le nom de l’Ange qui a révélé cette Table)
- la "Sainte Table" (sorte de super-plan de travail, placée sur l'autel, sous le Sigillum Dei Aemeth)
- le "Médaillon Saint" (dont la révélation a failli tourner à la magie noire si l'un des Anges n'était pas intervenu (?))
- la "Grande Table de la Terre", avec ses quatre Sceaux et ses innombrables hiérarchies

#### Symbolisme du Sept
- les 7 « insignes de la création » (leur symbolisme rappelant la création du monde telle que décrite dans la Genèse)
- 7 Tables de 42 Ministres aux ordres de 7 Princes, eux-mêmes gouvernant sous l’autorité de 7 Rois (cette hiérarchie étant appelée Heptarchia Mystica),
- ainsi que les Sceaux magiques de ces 7 Rois et 7 Princes.

### Les manuscrits
Il existe également tout un manuscrit, intitulé Liber Sextus et Sanctus ou Liber Loagaeth, constitué de 49 Tables de caractères, dont le sens est jusqu’à présent inconnu. Le détail de cette révélation particulière se trouve dans les Liber Mysteriorum, en particulier les Quintus et Sextus.

Il semble que ce manuscrit, peu exploité en pratique magique, recèle des informations linguistiques intéressantes traitées dans l'article énochien.
À noter que l'ensemble des six Livres des Mystères a été en partie copié ou relaté dans le récit de Casaubon intitulé " a true and faithful relation of...". Plus tard, lorsqu'un incendie détruisit une partie des manuscrits, en particulier la Table des Rois, ce fut donc le récit de Casaubon qui permit de reconstituer tant bien que mal (et non dans sa totalité) le système hénokéen. C'est également la version de Casaubon qui servit de référence pour la calligraphie hénokéenne de la Golden Dawn, ainsi que pour les syncrétismes qui ont suivi. Tout le travail de comparaison entre les versions (Casaubon/original de Dee) reste donc à faire.
Le plus connu des éléments de l’énochien, le plus original aussi, concerne 48 « Appels » ou « Clés Angéliques », qui sont 48 invocations écrites dans une langue inconnue, qu’on nommera plus tard la langue énochienne. Ceux-ci ont été dictés lettre par lettre, à l’envers (c’est-à-dire en commençant par la dernière lettre du dernier mot), tout d’abord dans leur langue originelle, puis plus tard en anglais. L’utilisation de ces Appels demeure toutefois un mystère. Déterminer si ce langage en est véritablement un, ou s’il s’agit d’une invention humaine (comme dans le cas de la Lingua Ignota de Sainte Hildegarde de Bingen) n’est pas évident, et il existe trop peu d’éléments pour mener une étude linguistique sérieuse.

Toutefois, ce sont ces clés, exprimées en vieil anglais et en énochien, qui ont servi de base à la création d'un dictionnaire d'énochien.

### La magie énochienne dans l’histoire
Bien qu’ayant passé les 20 dernières années de sa vie à consigner scrupuleusement ses communications avec les Anges, il semble que Dee n’ait par la suite fait aucune utilisation du matériel révélé pendant tout ce temps. Il existe des évidences qu’il avait probablement l’intention d’en faire usage : le Sigilum Dei Aemeth en cire, la pierre de voyance sont encore visibles au British Museum, et Dee a consigné dans un manuscrit spécial les Appels en langue Enochienne ainsi que les invocations aux diverses entités énochiennes. Cependant, il n’y a nulle part mention de leur utilisation. Si Dee en a fait usage, soit il n’a rien consigné par écrit, soit ces journaux ont disparu.
En 1662, Elias Ashmole entre en possession d’une partie des journaux de notre mage, cachés pendant plusieurs années dans un coffre en bois. Il fera des copies de certains des manuscrits ayant appartenu à Dee, mais il existe peu d’éléments attestant qu’il en ait fait usage, et il ne semble pas en avoir fait cas dans la création des rites maçonniques. Toutefois, à partir de 1670 apparaissent des manuscrits attestant la pratique de la magie énochienne par trois magiciens et un voyant, et certains ont cru reconnaître Ashmole derrière l’un de ces personnages.

## Le début des syncrétismes

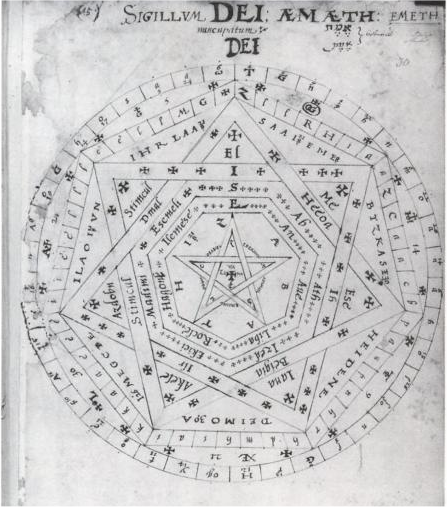
Sigillum Dei Æmeth

### En magie cérémonielle

#### Le projet initial
C’est seulement en 1888 que la magie énochienne réapparaît, à travers l’œuvre colossale de trois membres de la Societas Rosicruciana in Anglia (SRIA) : Woodman, Westcott et Mathers, fondateurs d’une des fraternités les plus importantes de l’époque et dont l’influence se fait encore sentir aujourd’hui : l’Ordre hermétique de l'Aube dorée (the hermetic Order of the Golden Dawn).
En s’intégrant au système magique propre à cet Ordre, l’énochien s’est à la fois systématisé en une forme cohérente et « dénaturée » en se mêlant à des courants ésotériques divers (notamment la kabbale). C’est toutefois le plus souvent sous la forme recréée par la Golden Dawn que l’Enochien est aujourd’hui répandu. Une partie seulement des éléments originaux de l’Enochien ont été retenus par la Golden Dawn, en particulier la grande Table de la Terre (que la Golden Dawn divise en 4 Tablettes Élémentaire et une Tablette « d’union ») et les Appels énochiens. L’originalité de la Golden Dawn a été de mettre en relation les différentes parties de la Table de la Terre avec les 4 Éléments (feu, air, eau, terre), les signes du zodiaque ou encore les sephiroth de l’Arbre de Vie cabalistique, de proposer un système de prononciation (discutable) du langage énochien, et de mettre en relation les Appels Énochiens avec les hiérarchies de la Grande Table (relation totalement absente dans le système originel transmis par Dee). La Golden Dawn a vécu jusque dans les années 1900, avant d’éclater en de multiples groupes fondés par d’anciens membres.

#### Après la Golden Dawn
Aleister Crowley, fondateur de l’Astrum Argentum, qui prétendra être la réincanation de Kelley, pratiquera la Magie Enochienne selon le système de la Golden Dawn. Sa contribution particulière aura été l’exploration des 30 « Aethyrs », c’est-à-dire les subdivisions du monde physique et invisible selon l’Enochien. Le récit de cette exploration est consigné dans « La Vision et la Voix ».
L’Aurum Solis, un Ordre contemporain de la Golden Dawn, a également intégré l’énochien dans son cursus, selon une pratique similaire bien que moins complexe, de même que l’Ordre de la Pierre Cubique (OCS, 1965-1991) qui enseignait un système se voulant strictement dans la lignée de John Dee, et considérant la méthode de la Golden Dawn erronée.

### En magie noire

#### Satanisme
On ne peut oublier d'évoquer l’œuvre de l’Église de Satan et du Temple de Set (organisation dissidente de la précédente Église), dans laquelle les traductions des Appels Énochiens sont « adaptées », notamment en remplaçant le mot « Dieu » par « Satan », pour les rendre conformes à leur philosophie déviante. En d’autres termes, et pour citer Michael Aquino (fondateur du Temple de Set) : « Un puriste énochien pourrait remettre en cause la traduction fournie par le mot de Set parce que ce n'est pas la version anglaise enregistrée par John Dee en ses journaux intimes. Ma réponse est simplement que j'ai approché les clefs, pas en tant qu'historien cherchant à réimprimer ce que Dee a fait, mais en tant que magicien cherchant à actionner les mêmes « machines magiques » que Dee a fait, et à les actionner avec un plus grand soin et précision que lui. Par conséquent ce n'est pas un cas de ma « corruption de Dee », mais plutôt de mon « incorruption » de quelque chose qui a précédé la propre existence de Dee, et qui n’était, après tout, pas de sa compétence (ou celle de Kelly) ». Sans commentaire.

#### Necronomicon
Enfin, l’énochien a également ressurgi sous une forme inattendue, à savoir à travers la plume de l’auteur de fiction américain H. P. Lovecraft. Celui-ci, emprunteur du Necronomicon, (livre écrit en 730 par l'Arabe dément Abdul al-Hazred) célèbre pour tous les lecteurs de cet auteur, a eu le malheur de mentionner, dans ces histoires, John Dee comme le traducteur de ce « Livre maudit » du latin en anglais. Et certains, crédules ou dénués de sens de l’humour, ayant pris Lovecraft au pied de la lettre, ont cru voir dans les manuscrits cryptés de Dee (notamment le Liber Loagaeth) une version codée du Necronomicon ! Allégation renforcée entre autres par Langford, Turner et Wilson qui ont prétendu avoir décodé le Liber Loagaeth et trouvé ledit Necronomicon. Qu’il suffise de renvoyer aux propres mots de Lovecraft, répondant à Robert Bloch au sujet de la prétendue existence de ce livre (Lovecraft avouant que tout ceci n’est que supercherie dont les proportions le surprennent lui-même), pour mettre un terme à cette plaisanterie.

### Les "progrès" les plus récents
Actuellement de nombreuses personnes continuent d’explorer l’Énochien à travers le monde, notamment aux États-Unis (comme le fait remarquer Étienne Morgant dans son livre sur la magie énochienne) ; peut-être faut-il un pays à l'histoire succincte pour se tourner vers une magie où tout est à construire ? Les progrès réalisés, ou innovations, sont de fait liés à leurs auteurs.

#### L'envolée vers les étoiles de Benjamin Rowe[1]
- Les temples astraux hypercubiques : Visualisation d'un Tesseract consacré selon les lettres hénokéennes afin de s'y placer au centre, et de s'en servir comme un temple hénokéen.
- L'association entre les hexagrammes et les sénateurs
- Le Livre des Anciens, et la thèse de l'ouverture de la Terre aux Étoiles : Voir la traduction romancée dans le livre d'Hiramash, "la Magie d'Hénok".

#### Des rituels de Feu avec Runar Karlsen[2]
- les 13 esprits de Feu dans la tablette « EM »
- Les 4 flammes d'Amsu, le Dieu Bélier hénokéen (voir l'Esprit du Bélier)
- Le Feu Saturnien QUAR de la pénitence
- Les autres tablettes, leur connexion au Cosmos

#### La Terre guérisseuse avec Marid Audran
- Les Serpents du Caducée sur tout le système solaire avec QVYD
- Les 4 pylônes d'ERAN pour se purifier, se stabiliser et se relier à la Terre Mère
- L'appel à l'Alter Ego et l'Équilibre avec « REDUX »
- Le Maître Enchaîné « OXERBAI » pour libérer ses émotions non résolues
- Le cube magique SIIBIDI pour voyager par la pensée dans des systèmes extra-solaires

#### L'apport des techniques hénokéennes en Alchimie par Jean-Luc Roime
- voir la bibliographie francophone dans l'article énochien
- Les 16 clés élémentales hénokéennes (1 quartier élémental combiné à 1 sous-quartier élémental), les élixirs correspondants : Feu-Feu, Feu-Air, Eau-Terre, etc.
- Le Tartre alchimique comme caractérisation de la nature des énergies hénokéennes
- Alchimie kabbalistique, spagyrie végétale et radiesthésie vibratoire (1999)

#### Système initial de John Dee
- En anglais : John Dee's Five Books of Mystery de Joseph Peterson et A true and faithful relation of what passed for many years between John Dee and some spirit de Meric Casaubon sont les deux incontournables. Le premier contient les Libri Mysteriorum (1581-1583), le second contient les manuscrits pour la période 1583-1607 (avec toutefois de nombreuses erreurs typographiques).
- Une approche de retour aux sources (c'est-à-dire sans kabbale ni Golden Dawn) est proposée par Hiramash en français dans l'ouvrage "la magie d'Hénok" aux éditions Ambre.
- En français : Les Cinq Livres des Mystères, suivis de L'Heptarchie Mystique, par John Dee et Edward Kelly. Textes introduits, traduits et annotés par Éric Gazano. Enochiana Volume I. Éditions ESH, Bruxelles, 2014.  (ISBN 978-2-8053-0017-2).

#### Symbolisme Golden Dawn
- Concernant la magie énochienne de la Golden Dawn : 
  - La magie énochienne de l'Ordre Hermétique de la Golden Dawn de J.-P. Ruggiu, ed Télètes.
  - La magie énochienne d'Étienne Morgant(Paris, Guy Trédaniel, Éditeur, 1995, 222p.), qui ne fait aucune distinction entre les éléments originaux et les apports de la GD, et qui contient quelques faiblesses.
  - Magie énochienne de la Golden Dawn, Éditions Trajectoire, Escalquens, 2011. Contient deux appendices : le "Liber 84 vel Chanokh" et un extrait de la "Vision et la Voix" d'Aleister Crowley.  (ISBN 978-2841975693).

### Discographie
- Aleister Crowley récite les première et seconde clés énochiennes (en anglais et en énochien) sur un CD intitulé Aleister Crowley. Philippe Pissier incante les dix-huit clés énochiennes et l'Appel des Trente Ethers sur un CD intitulé WL6 + Philippe Pissier. Ces deux enregistrements ont été publiés en France par Archives Sonores Blockhaus.